# レミー・コルデロ
レミー・モイーズ・コルデロ（Remy Moise Cordero, 1997年12月18日 - ）は、ドミニカ共和国サン・ペドロ・デ・マコリス州サンペドロ・デ・マコリス出身のプロ野球選手（投手）。左投左打。現在は、フリーエージェント（FA）。NPBでは育成選手であった。愛称は「コーディー」。

## 経歴

### ダイヤモンドバックス傘下時代
2014年にアリゾナ・ダイヤモンドバックスと外野手としてマイナー契約を結んだ。2015年はルーキーリーグで46試合に外野手として出場し打率.196、1本塁打。2016年はルーキーリーグで投手として16試合に投げ、11回2/3で21四球、防御率11.57という成績だった。この年限りでダイヤモンドバックスを退団した。
2017年から来日するまでの2年間は、故郷のドミニカ共和国の独立リーグで野球をしていた。

### DeNA時代
2019年1月23日、横浜DeNAベイスターズと育成選手契約を結ぶことが発表された。背番号は107。8月7日にBCリーグの信濃グランセローズに派遣されることが発表された。期間はシーズン終了まで。信濃では中継ぎとして4試合に登板した。シーズン終了後の11月20日に横浜DeNAベイスターズから翌年も育成選手として契約すると発表された。
2020年6月18日、BCリーグの神奈川フューチャードリームスに派遣されることが両球団から発表された。神奈川では15試合に登板したが0勝1敗に終わった。9月16日に派遣の終了が発表された。
2021年も6月25日に3年連続でBCリーグ・神奈川に派遣されることが発表された。期間はシーズン終了まで。10月5日、DeNAから翌年の契約を結ばないことが発表され退団した。

### BCL・神奈川時代
2021年10月26日、前年まで2年連続で派遣されていたBCリーグ・神奈川フューチャードリームスに入団することが発表された。
2022年は15試合に登板したが0勝1敗、防御率6.75という成績に終わり、8月5日に自由契約となり退団した。

### メキシカンリーグ時代
2023年6月4日にリーガ・メヒカーナ・デ・ベイスボル（メキシカンリーグ）のオアハカ・ウォーリアーズに入団した。しかし、3試合に登板して0勝1敗、防御率8.44という成績に終わり、7月8日に自由契約となった。

## 選手としての特徴
長身から繰り出す最速150km/hの直球と変化の大きいスライダーが武器の左腕。高い奪三振率を誇る一方で、制球面に課題がある。2016年に外野手から投手に転向した。

## 詳細情報

### 独立リーグでの年度別投手成績
| 年 度     | 球 団     | 登 板 | 先 発 | 完 投 | 完 封 | 無 四 球 | 勝 利 | 敗 戦 | セ 丨 ブ | ホ 丨 ル ド | 勝 率 | 打 者 | 投 球 回 | 被 安 打 | 被 本 塁 打 | 与 四 球 | 敬 遠 | 与 死 球 | 奪 三 振 | 暴 投 | ボ 丨 ク | 失 点 | 自 責 点 | 防 御 率 | W H I P |
| --------- | --------- | ----- | ----- | ----- | ----- | -------- | ----- | ----- | -------- | ----------- | ----- | ----- | -------- | -------- | ----------- | -------- | ----- | -------- | -------- | ----- | -------- | ----- | -------- | -------- | ------- |
| 2019      | 信濃      | 4     | 0     | 0     | 0     | 0        | 0     | 0     | 0        | 0           | ----  | 23    | 3.2      | 6        | 0           | 7        | -     | 0        | 5        | 1     | 1        | 4     | 4        | 9.82     | 3.55    |
| 2020      | 神奈川    | 15    | 0     | 0     | 0     | 0        | 0     | 1     | 0        | 0           | .000  | 65    | 15.0     | 15       | 0           | 8        | -     | 0        | 10       | 3     | 0        | 9     | 8        | 4.80     | 1.53    |
| 2021      | 神奈川    | 6     | 0     | 0     | 0     | 0        | 1     | 0     | 0        | 0           | 1.000 | 30    | 6.0      | 5        | 0           | 6        | -     | 1        | 5        | 2     | 0        | 3     | 2        | 3.00     | 1.83    |
| 2022      | 神奈川    | 15    | 0     | 0     | 0     | 0        | 0     | 2     | 0        | 0           | .000  | 88    | 16.0     | 15       | 0           | 20       | -     | 1        | 21       | 3     | 0        | 13    | 12       | 6.75     | 2.19    |
| 通算：4年 | 通算：4年 | 40    | 0     | 0     | 0     | 0        | 1     | 3     | 0        | 0           | .250  | 206   | 40.2     | 41       | 0           | 41       | -     | 2        | 41       | 9     | 1        | 29    | 26       | 5.75     | 2.04    |

- 2022年シーズン終了時

### NPB年度別投手成績
- 一軍公式戦出場なし

### 背番号
- 107（2019年 - 2021年）
  - 30（2019年）※信濃グランセローズでの背番号
  - 46（2020年）※神奈川フューチャードリームスでの背番号
  - 47（2021年）※神奈川フューチャードリームスでの背番号
- 81（2022年）